# Grabstein des Mar Jacob

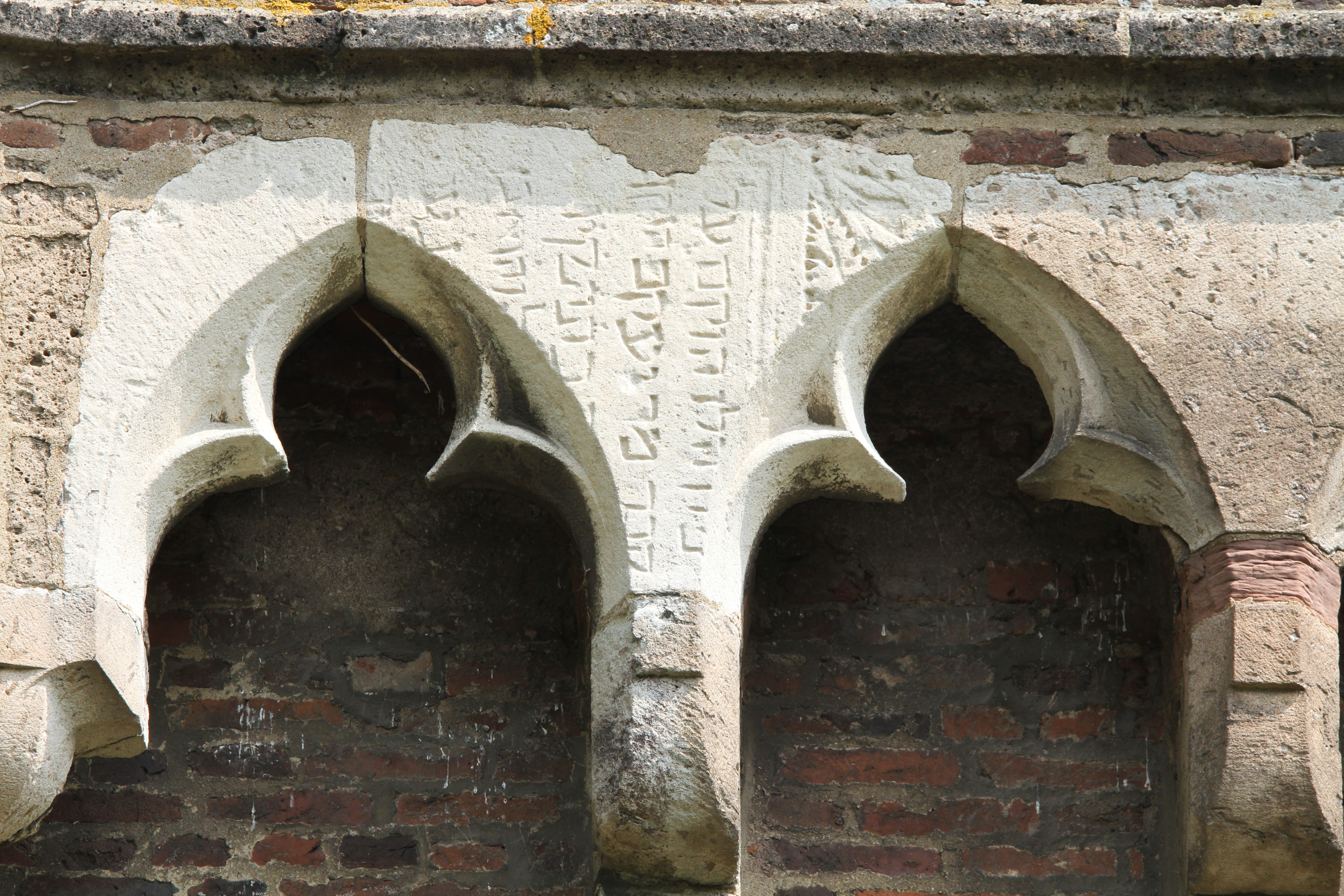
Bogenfries mit mittigem Grabstein

Der Grabstein des Rabbiners Jacob wurde nach der Entzifferung seiner Inschrift durch den Historiker Adolf Kober von diesem als bisher ältester bekannter jüdischer Grabstein Kölns bestimmt. Die noch immer relativ deutliche Inschrift des Steines vermerkt den Zeitpunkt des Todes, der nach Jüdischer Zeitrechnung im Jahr 4916 eintrat, wobei der angegebene Monat Elul der Zeit zwischen dem 19. August und dem 16. September des Jahres 1156 christlicher Zeitrechnung entspricht. Er wurde nach der Verwüstung des Kölner Judenfriedhofs Judenbüchel im Zuge des Pogroms im Pestjahr 1349 beim Ausbau der Landesburg Lechenich wiederverwendet und befindet sich in bearbeiteter Form bis heute an ihrem Vorburgtor.

## Geschichte

### Ursprünglicher Aufstellungsort des Grabmals

Der Judenbüchel im Ausschnitt einer Tranchotkarte von 1807/08

Bei seinen Recherchen zur mittelalterlichen Topografie der Stadt Köln und ihren Feldfluren konnte Hermann Keussen die erste Erwähnung des vor den Mauern der Südstadt gelegenen Judenfriedhofs, dessen Gelände Judenbüchel genannt wurde, für das Jahr 1168 ermitteln. Er wurde zu diesem Zeitpunkt anlässlich der Verbrennung von Katharern auf dem Scheiterhaufen genannt, die auf seinem Gelände stattfand.
Auf diesem Gelände wurde auch „Jacob der Alte“, Sohn des Isaac,  bestattet, dessen Grabstein ihn mit dem zu dieser Zeit gebräuchlichen Titel Mar als Rabbiner bezeichnete.
Kober führte weiterhin aus, dass der Grabstein nicht vor 1349 von dem ihnen 1266 durch ein Privileg Erzbischofs Engelbert eingeräumten Friedhof entfernt wurde, also nicht vor dem Pogrom im Pestjahr 1349 und der nachfolgenden ersten Ausweisung der Juden aus der Stadt, da eine Profanierung der Stätte und seiner Grabsteine zuvor undenkbar gewesen sei (siehe auch: Jüdische Geschichte in Köln – mittelalterliche Pogrome). Die betreffende Bauphase der Burg Lechenich und die Zeit der Vertreibung der Juden aus ihrem Kölner Judenviertel sprechen dafür, dass Erzbischof Wilhelm von Gennep (1349–1362) Grabsteine nach Lechenich transportieren ließ, um diese am Bau seiner dortigen Residenz zur Zierde einarbeiten zu lassen. Am Vorburgtor in Lechenich ist noch ein zweites Grabsteinfragment erkennbar und am Südwestturm der Hauptburg wurden einige weitere gefunden. Demgegenüber wurden zur gleichen Zeit an der erzbischöflichen Landesburg Hülchrath eine wesentlich größere Anzahl von Spolien jüdischer Grabsteine vermauert; dort sind mindestens 79 Fragmente sichtbar, davon 66 am Rundbogenfries des Wehrgangsgeschosses des Torturms und möglicherweise weitere 50 ohne aktuelle Sichtbarkeit. Sie alle stammen aus den Jahrzehnten vor dem Pogrom. Die zumindest teilweise lesbaren Inschriften sollen vom Salomon Ludwig Steinheim-Institut untersucht und dokumentiert werden.

### Inschrift des Grabsteines

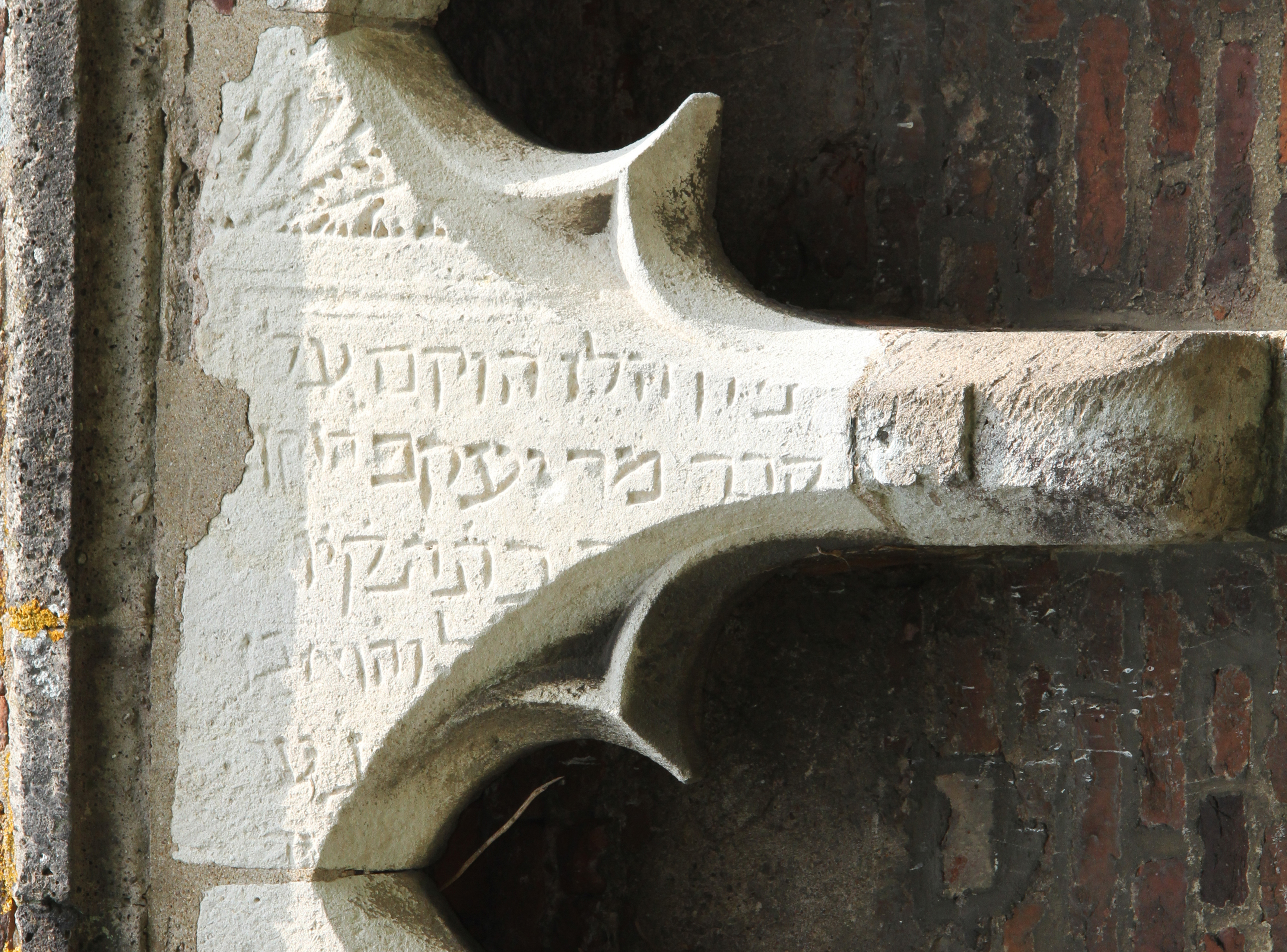
Horizontale Inschrift (gedreht)

Der Kunsthistoriker und Kölner Konservator Hans Vogts hatte im Bogenfries der Landesburg Lechenich hebräische Steininschriften erkannt, die er als Reste zweckentfremdeter jüdischer Grabsteine einstufte. Er übersandte nach dem Ende des Zweiten Weltkrieges Fotografien dieser Steine an den in die Vereinigten Staaten emigrierten Historiker Adolf Kober und bat diesen um eine Expertise. Der hebräische Text auf einem der Steine, dem des Rabbiners Jakob, wurde dann noch im Jahr 1945 durch Kober wiedergegeben und beschrieben.

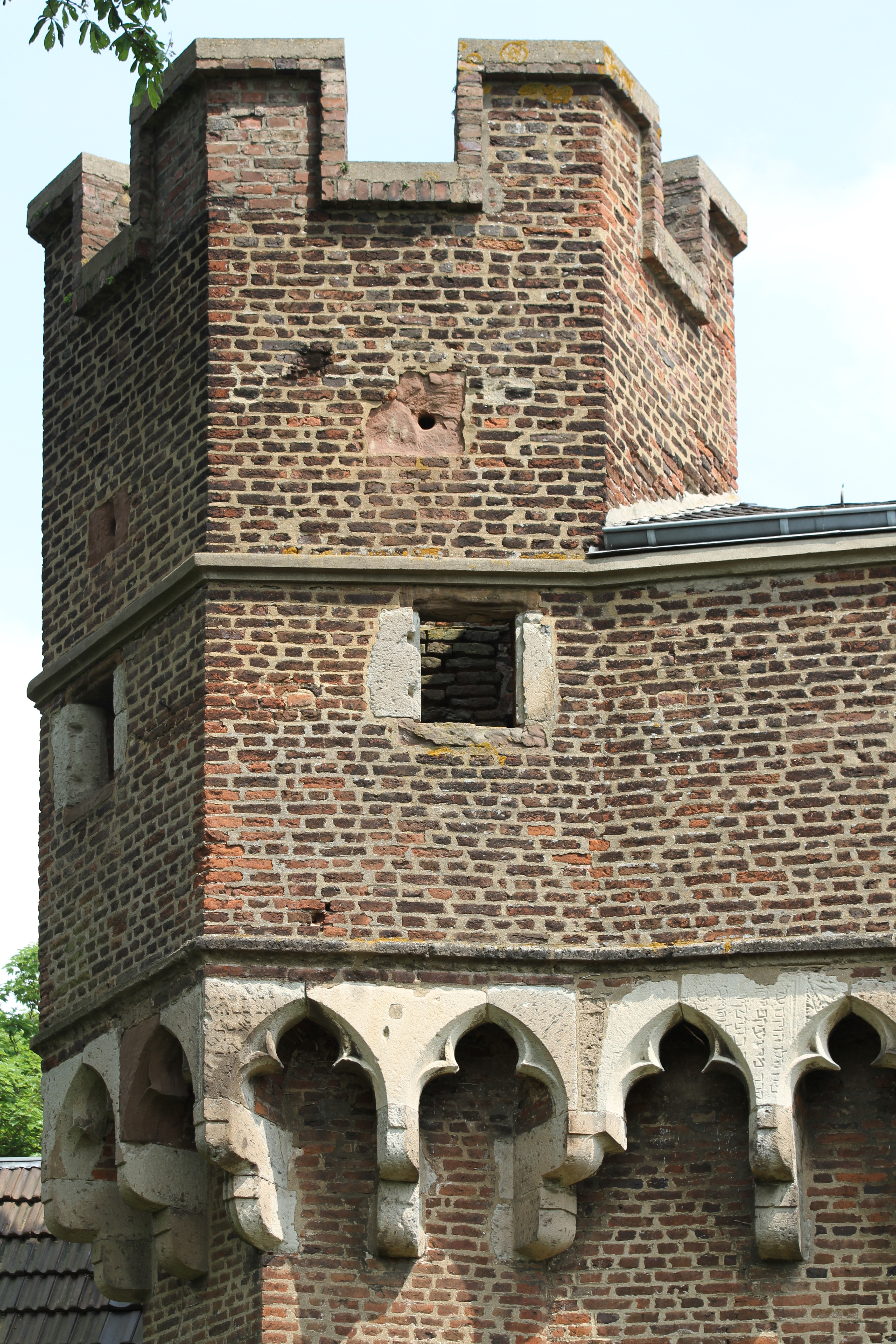
Bogenfries und Burgausschnitt

Die deutsche Übersetzung lautet:

„Dieser Stein wurde aufgerichtet über dem Grabe des Mar, Jacob des Alten;
 er starb im Jahre 4916 im Monat Elul und war ein Sohn des Isaac;
 er ruht im Paradies.“

## Verbleib des Grabsteins
Der aus dem Trachyt des Drachenfelses gebrochene Stein befindet sich heute unter mehreren sogenannten Spolien in vermauertem Zustand. Er ist als eine der Bogenlaibungen mit angedeutetem Maßwerk eingebettet in das in Höhe des abschließenden ersten Obergeschosses umlaufende Bogenfries unterhalb der zinnenbewehrten Doppeltürme des Tores zur Vorburg der Landesburg Lechenich.

## Denkmalschutz
Als Teil der Gesamtanlage ist der Grabstein seit dem 13. Juli 1982 ein Denkmal des Landes Nordrhein-Westfalen.